# Kanton Aveyron-Lère
 Aveyron-Lère  is een kanton van het Franse departement Tarn-et-Garonne. Het kanton maakt deel uit van het arrondissement Montauban.
In 2020 telde het 19.793 inwoners.

Het kanton werd gevormd ingevolge het decreet van 27 februari 2014 , met uitwerking op 22 maart 2015, met Caussade als hoofdplaats.

## Gemeenten
Het kanton omvat volgende gemeenten:.
- Bioule
- Caussade
- Montricoux
- Nègrepelisse
- Saint-Étienne-de-Tulmont
- Vaïssac